# Brookland (Washington)
Pour les articles homonymes, voir Brookland.
Brookland est un quartier de Washington.
Le Cottage du Président Lincoln à la Maison des Soldats se trouve à Brookland.

Brookland.